# Грабичанка
Грабича́нка —  село в Україні, у Тлумацькій міській громаді Івано-Франківського району Івано-Франківської області. Перша згадка про село під назвою Грабельчанка відноситься до 17 століття.

## Історія
12 червня 2020 року, відповідно до Розпорядження Кабінету Міністрів України  № 714-р «Про визначення адміністративних центрів та затвердження територій територіальних громад Івано-Франківської області», увійшло до складу Тлумацької міської громади.
19 липня 2020 року, в результаті адміністративно-територіальної реформи та ліквідації Тлумацького району, село увійшло до складу новоутвореного Івано-Франківського району.